# Ayvacık (Saimbeyli)
Ayvacık (türkisch für kleine Quitte) ist ein Ortsteil (Mahalle) im Landkreis Saimbeyli der türkischen Provinz Adana mit 385 Einwohnern (Stand: Ende 2024). Im Jahr 2011 hatte der Ort 433 Einwohner.